# Lista dos duques de Limburgo

Brasão dos Duques de Limburgo

Os Condes de Limburgo se tornaram proeminentes quando um conde dessa casa ganhou o título de Duque da Baixa Lotaríngia. 
Embora a Lotaríngia tenha sido logo em seguida confiscada, o título de duque de manteve na família, transferido para o condado de Limburgo, tendo sido o mesmo título ratificado pelo Sacro Imperador Romano-Germânico. Desde então, os duques de Limburgo se tornaram uma de várias linhas de herdeiros do território e do título do velho duque da Baixa Lotaríngia.

## Lista dos condes e duques de Limburgo

### Condes de Limburgo

#### Casa de Ardennes
- 1065–1082 : Valeran I (recebeu Limburgo através de sua esposa Judite, filha de Frederico da Baixa Lotaríngia)
- 1082–1119 : Henrique I (filho do anterior, também duque da Baixa Lotaríngia)

### Duques de Limburgo

#### Casa de Ardennes
- 1119–1139 : Valeran II (filho do anterior, também manteve o título ducal que seu pai havia recebido como soberano da Baixa Lotaríngia)
- 1139–1170 : Henrique II (filho do anterior, também conde de Arlon)
- 1170–1221 : Henrique III (filho do anterior, também conde de Arlon)
- 1221–1226 : Valeran III (filho do anterior, também conde de Arlon e Senhor de Monjoie)
- 1226–1247 : Henrique IV (filho do anterior, também conde de Berg e Senhor de Monjoie)
- 1247–1279 : Valeran IV (filho do anterior)
- 1279–1283 : Ermengarda (filha do anterior, casada com Reginaldo I de Guelders)

O Ducado de Limburgo foi perdido em 1288 para o duque de Brabante na Batalha de Worringen.

#### Casa de Leuven
- 1288-1294 : João I (também duque de Brabante e da Lotária)
- 1294-1312 : João II (filho do precedente, também duque de Brabante e da Lotaria)
- 1312-1355 : João III (filho do precedente, também duque de Brabante e da Lotária)
- 1355-1406 : Joana I (filha do precedente, casada com Venceslau I de Luxemburgo)

#### Casa de Valois
- 1406-1415 : Antônio I (sobrinho neto da precedente, também duque de Brabante e da Lotaria)
- 1415-1427 : João IV (filho do anterior, também duque de Brabante e da Lotaria)
- 1427-1430 : Filipe de Saint-Pol - (irmão do anterior, também duque de Brabante e da Lotaria)
- 1430-1467 : Filipe II também chamado Filipe, o Bom (filho de Margarida de Flandres e sobrinho neto de Joana de Brabante , também duque de Brabante, da Lotaria e de Borgonha)
- 1467-1477 : Carlos I, também chamado de Carlos o temerário (filho do anterior, também duque de Brabante, da Lotaria e de Borgonha)
- 1477-1482 : Maria I (filha do anterior, casada com Maximiliano I, Sacro Imperador Romano-Germânico, regente de 1482 a 1494, também duquesa de Brabante, da Lotaria e de Borgonha)

#### Casa de Habsburgo
- 1494-1506 : Filipe III, também chamado Filipe, o Belo - (filho da anterior, também duque de Brabante, da Lotaria e de Borgonha, de Luxemburgo e rei da Espanha)
- 1506-1555 : Carlos II (filho do anterior, também duque de Brabante, da Lotaria e de Borgonha, de Luxemburgo, rei da Espanha e Sacro Imperador Romano-Germânico)

Após a abdicação de Carlos II, as Dezessete Províncias foram para o braço espanhol da Casa de Habsburgo.
[[Anexo:Lista
- 1555-1598 : Filipe IV (filho do precedente, também Rei da Espanha)
- Arquiduques Alberto VII e Isabela (1598-1621)
- 1621-1665 : Filipe V
- 1665-1700 : Carlos III (filho do anterior, também Rei da Espanha)
- 1700-1706 : Filipe VI (também Rei de Espanha)

Após a morte de Filipe VI, as Dezessete Províncias retornaram ao ramo austríaco da Casa de Habsburgo.
- 1706-1740 : Carlos IV (quadrineto de Filipe o Belo, também Sacro Imperador Romano-Germânico)
- 740-1780 : Maria Teresa da Áustria (filha do precedente, também Rainha da Hungria, da Boémia e Imperatriz Consorte casada com Francisco I, Sacro Imperador Romano-Germânico)

#### Casa de Habsburgo-Lotaríngia
- 1780- 1789 : José I (filho da precedente, também Sacro Imperador Romano-Germânico)
- 1790-1792 : Leopoldo I (irmão do precedente, também Sacro Imperador Romano-Germânico)
- 1792-1794 : Francisco I, chamado de Imperador Duplo (filho do anterior, também Sacro Imperador Romano-Germânico e Imperador da Áustria)